# Marcodava
Marcodava a fost o localitate dacică aflată, potrivit lui Ptolemeu, în partea centrală a Transilvaniei. 
Numele inițiale au fost Morodava și Marisiodava, potrivit unor comentatori, după numele rîului Maris (Mureș). Potrivit experților clasici, toponimul ar fi putut avea la bază antroponimul Marcus sau o temă dacică sau tracică marc- sau chiar illyră. Dintre sensurile propuse: „rădăcină”, „cal (de luptă)”, „adâncitură”, „loc mlăștinos” etc.     